# ホンダ・XR-V
XR-V（エックスアール - ブイ）は、本田技研工業の合併会社の東風本田汽車が製造・販売している中型SUVである。

## 初代（2014年 - 2022年）

### 年表
2014年8月29日
東風本田汽車が成都モーターショーにて「XR-V」を発表。ヴェゼルと前後デザインが異なる中国専用の姉妹車である。
2014年11月18日
東風ホンダがXR-Vを発売開始。広汽ホンダ版ヴェゼルと同様に1.5Lと1.8Lのエンジンに6速MTとCVTというラインナップである。
2021年12月10日
特別仕様車「オブシディアン・エディション」を発売した。